# Генрих Фердинанд Австрийский
Генрих Фердинанд (нем. Heinrich Ferdinand von Österreich-Toskana, полное имя Heinrich Ferdinand Salvator Maria Joseph Leopold Karl Ludwig Pius Albert Rupert Katharina von Ricci von Österreich-Toscana; 1878—1969) — эрцгерцог Австрийский из Габсбург-Лотарингского дома; военный, художник и фотограф.

## Биография
Родился 13 февраля 1878 года в Зальцбурге. Был четвёртым сыном из шести детей в семье Фердинанда IV и его жены Алисы Бурбон-Пармской. При крещении получил имя Heinrich Ferdinand Salvator Maria Joseph Leopold Karl Ludwig Pius Albert Rupert Katharina von Ricci von Österreich-Toscana.
До 1891 года воспитывался дома, рос любознательным мальчиком. С 1891 года учился в военной школе города Границе, затем в Терезианской академии города Винер-Нойштадт (до 1897 года). В 1903 году окончил военную школу в Инсбруке, выйдя оттуда обер-лейтенантом в 6-й драгунский полк. В период между 1906 и 1914 годами он оставил военную службу по состоянию здоровья и жил в Мюнхене со своей женой. Решил получить художественное образование. Первая мировая война внесла свои коррективы и Генрих Фердинанд принял в ней участие в Галиции и Северной Италии. 16 августа 1917 года получил чин генерал-майора, 2 марта 1918 года вышел в отпуск и оставил военную службу 1 декабря 1918 года, окончательно завершив свою военную карьеру.
Отрекшись в 1919 году от всех прав семьи Габсбургов к Австрии, стал вести тихий образ жизни. Занялся живописью, что к его офицерской пенсии стало статьёй семейного дохода. Занимался также фотографией.
Умер 21 мая 1969 года в Зальцбурге. Его внучка Хельвига Хель передала Зальцбургскому музею в 2009 году обширную коллекцию работ Генриха Фердинанда примерно из 500 акварелей, многих рисунков и 80 фотоальбомов.

## Семья
29 ноября 1919 года в Мюнхене женился на Марии Каролине Лудехер  (1883—1981), дочери Йохана-Георга Лудехера и его жены Барбары Прантл.
У них родилось трое детей:
- граф Генрих Австрийский (1908—1968)
  - Ульрих Фердинанд Гудмунд Австрийский (род. 1941)
  - Хельвига Хель Австрийская (род. 1942)
  - Кристоф Генрих Австрийский (род. 1944)
- граф Оттмар Австрийский (1910—1988)
  - Ульрика Маргарита Австрийская (род. 1945)
  - Елизавета Мария Австрийская (род. 1946)
  - Альбрехт Клеменс Австрийский (род. 1951)
- графиня Вероника Австрийская (1912—2001), замужем не была, детей не имела.